# 一休骸骨

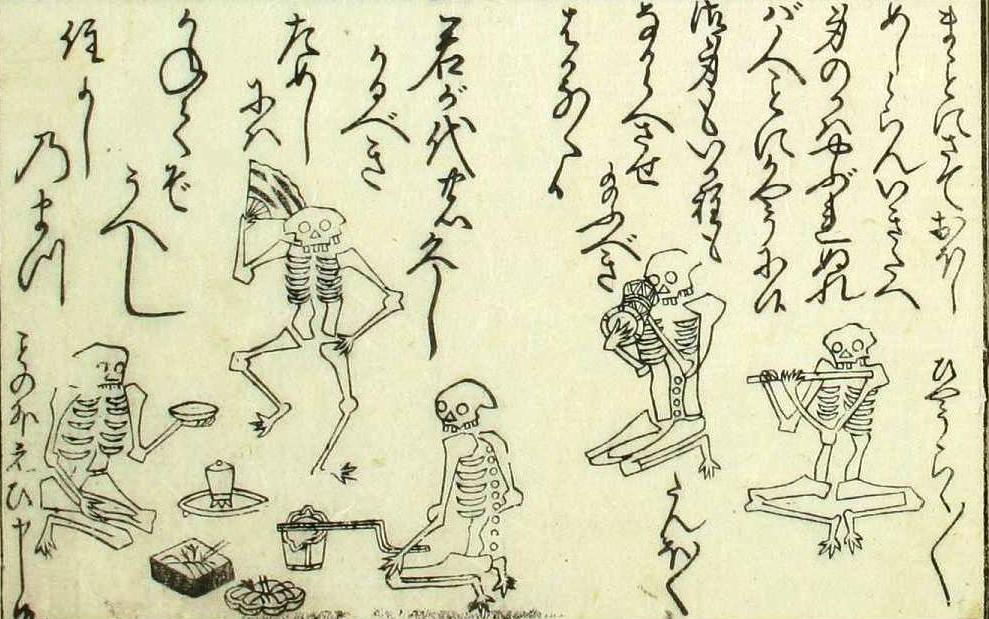
歌い踊る骸骨

『一休骸骨』（いっきゅうがいこつ）は、室町時代の禅僧・一休宗純の著作とされる仮名草子・仮名法語。実際の著者や成立時期は不明。江戸時代に流布した。
人間のように振る舞う骸骨を滑稽に描き、仏教の「生死一如」を説く。

## あらすじ

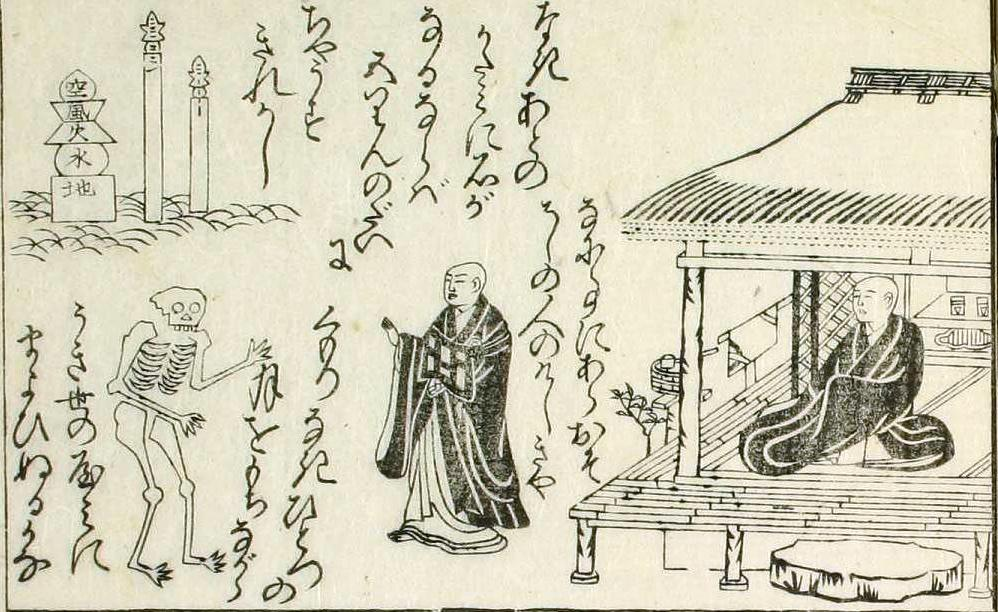
骸骨に遭遇する僧

抱き合う骸骨、病床に伏す骸骨

世間虚仮を思う僧が、旅の途中で墓地の隣の堂に泊まる。明け方、まどろみながら堂の外に出ると、多くの骸骨が人間と同じ振る舞いをしている。酒を飲み、歌い踊り、男女で抱き合う骸骨たち。すると、一人の男の骸骨が病に倒れ死んでしまう。男に先立たれた女の骸骨は、剃髪して出家する（骸骨に髪は無いにもかかわらず）。そして男の骸骨を火葬し、物語は終わる。
物語の中に、複数の和歌や絵が挿入されている。

## 成立
奥書に康正3年（1457年）の一休の作とあり、長らく一休の著作とされてきた。しかし21世紀現在の研究では偽作とされる。
南北朝時代の康暦2年（1380年・天授6年）奥書の『幻中草打画』という書物があり、その内容は『一休骸骨』と『一休水鏡』（一休に帰される別の仮名法語）が合わさったような内容をしている、という旨が1973年岡見正雄により指摘された。同様の内容は、国立歴史民俗博物館蔵『骸骨』（夢窓疎石に帰される）や、陽明文庫蔵『幻中草抄』などにも見られる。これら既存の書物の内容が、一休に仮託されて『一休骸骨』『一休水鏡』が成立したと推定される。

## 受容
本書は、一休が元旦に髑髏をもって練り歩いたという『一休ばなし』の逸話や、蘇東坡に帰される『九相詩』（『九相図』）とともに、江戸文学の死生観に影響を与えた。その一例に、鈴木正三『二人比丘尼』がある。
本書は江戸時代を通して度々出版され、とくに元禄5年（1692年）の刊本が広く知られている。その他、室町時代末ごろ（天文・慶長など諸説あり）の古刊本や、江戸時代初期ごろの巻子本がある。

## 類例
本書と同様のモチーフは古今東西にあり、例えば上記の『幻中草打画』のほか、中国の『荘子』至楽篇や李嵩画『骷髏幻戯図』、西洋の「死の舞踏」「メメント・モリ」がある。

### 現代語訳
- 飯塚大展『一休和尚全集 第4巻 一休仮名法語集』春秋社、2000年。ISBN 9784393141045。
- 柳田聖山・早苗憲生『一休骸骨 図版と訳注』禅文化研究所、2015年。ISBN 9784881822906。（1984年初版の復刊）